# Tremadog

Karte der Cardigan Bay

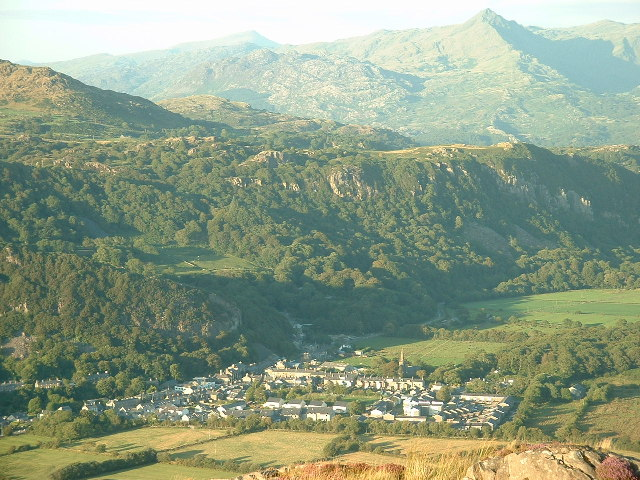
Tremadog

Tremadog (alternativ: Tremadoc) ist ein Dorf in den Außenbezirken von Porthmadog, in Gwynedd, im Nordwesten von Wales.

## Topografie
Tremadog gehört zur Grafschaft Gwynedd [ˈgwɪnəð] im nordwestlichen Wales. Tremadog liegt an der Tremadog Bay, die wiederum zur Cardigan Bay (Walisisch: Bae Ceredigion oder Bae Aberteifi) gehört. Diese Bucht liegt am nördlichen Ausgang des St.-Georg-Kanals von der Keltischen See hin zu der Irischen See, an der Westküste von Wales, zwischen der Lleyn-Halbinsel und Pembrokeshire.

## Geschichte
Die Region Gwynedd hat im Jahr 1282 ihre Eigenständigkeit verloren, als Eduard I. Wales eroberte. Tremadog wurde als geplante Siedlung von William Madocks gegründet, der im Jahr 1798 das Land für die Dorfgründung zur Verfügung stellte. Zwischen 1808 und 1811 ließ er einen Deich – den Traeth Mawr – quer über die Flussmündung bauen und trennte damit den größten Teil des Ästuars vom Meer. Dieser Deich wird lokal „The Cob“ genannt und ist etwa 1,3 Kilometer lang.

## Leben in Tremadog
Das 1811 fertiggestellte Dorfzentrum ist im Wesentlichen unverändert geblieben. In T. E. Lawrence’ Geburtshaus Gorphwysfa (walisisch: Woodlands) findet sich ein kleines Literaturmuseum. Touristisch erfreut sich die Region insbesondere bei Radfahrern zunehmender Beliebtheit.

## Bilder

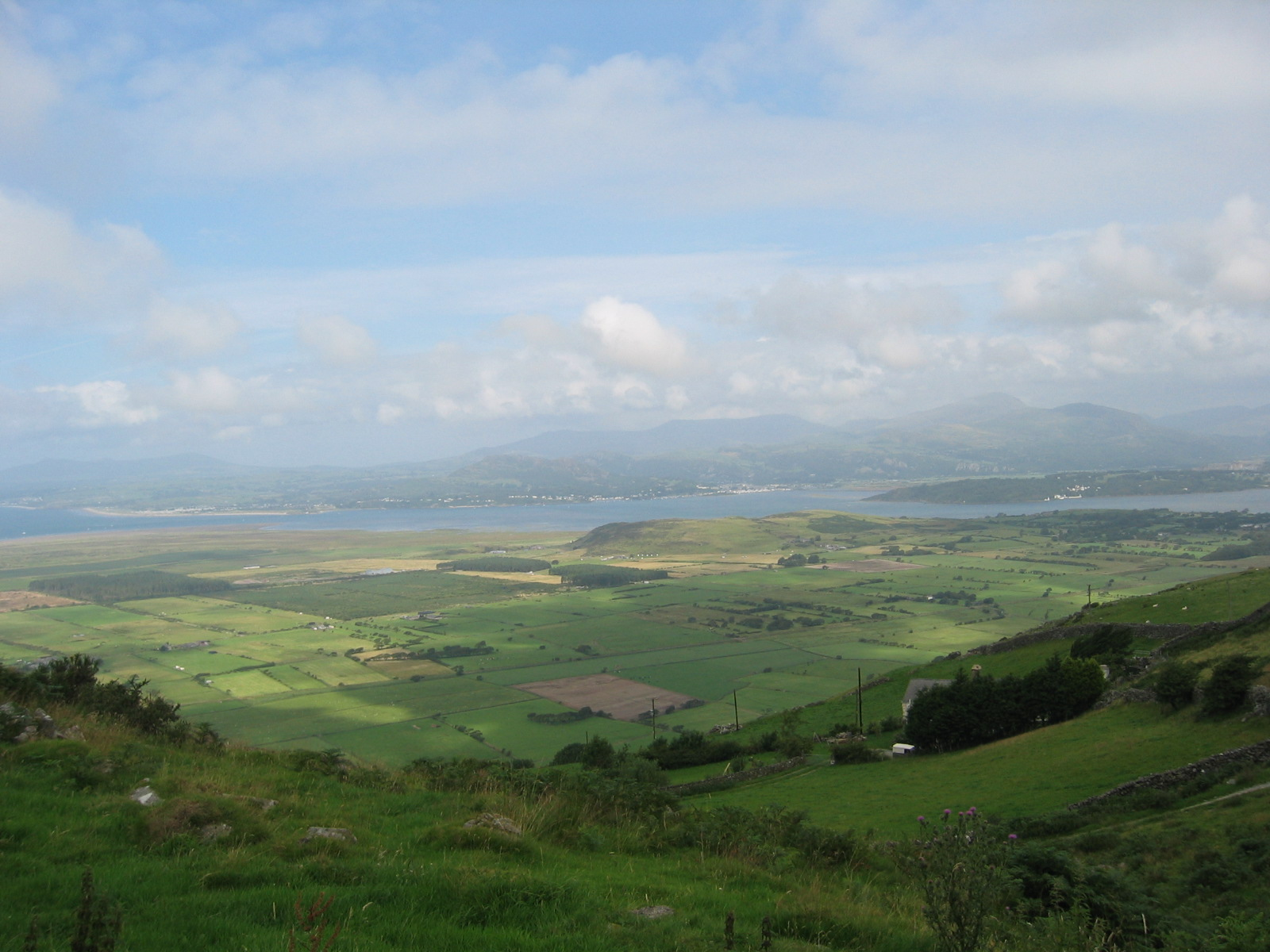
Tremadog bay, Sicht von Harlech
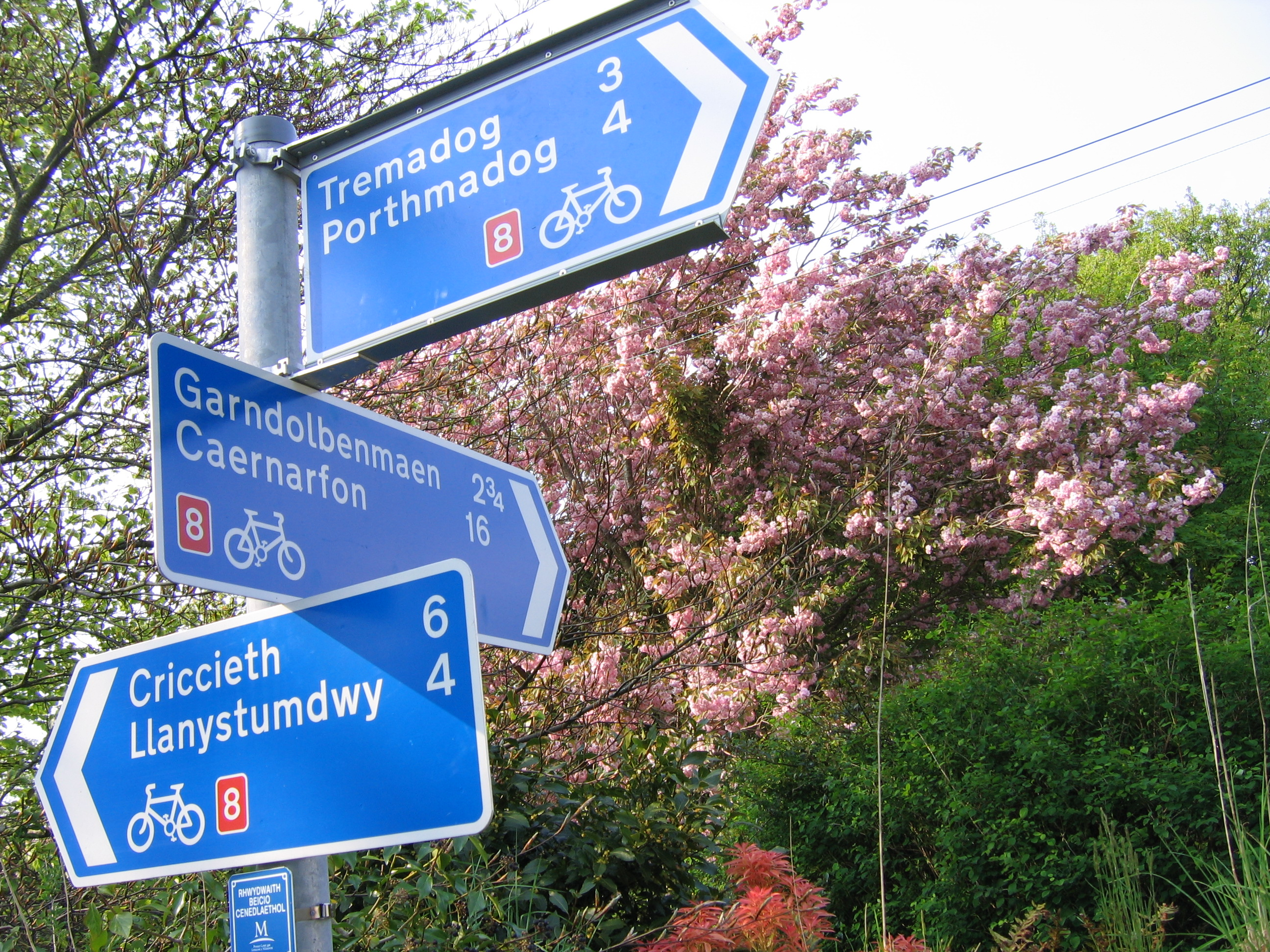
Beschilderung des National Cycle Network, Route 8, Wales
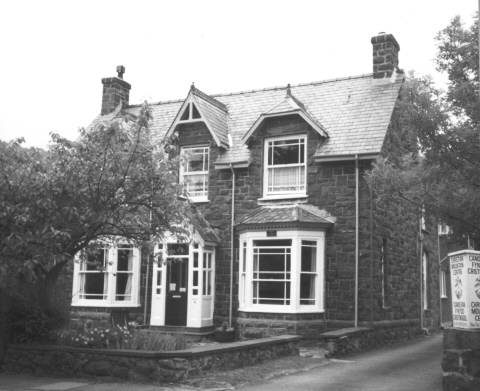
Das Geburtshaus von T. E. Lawrence
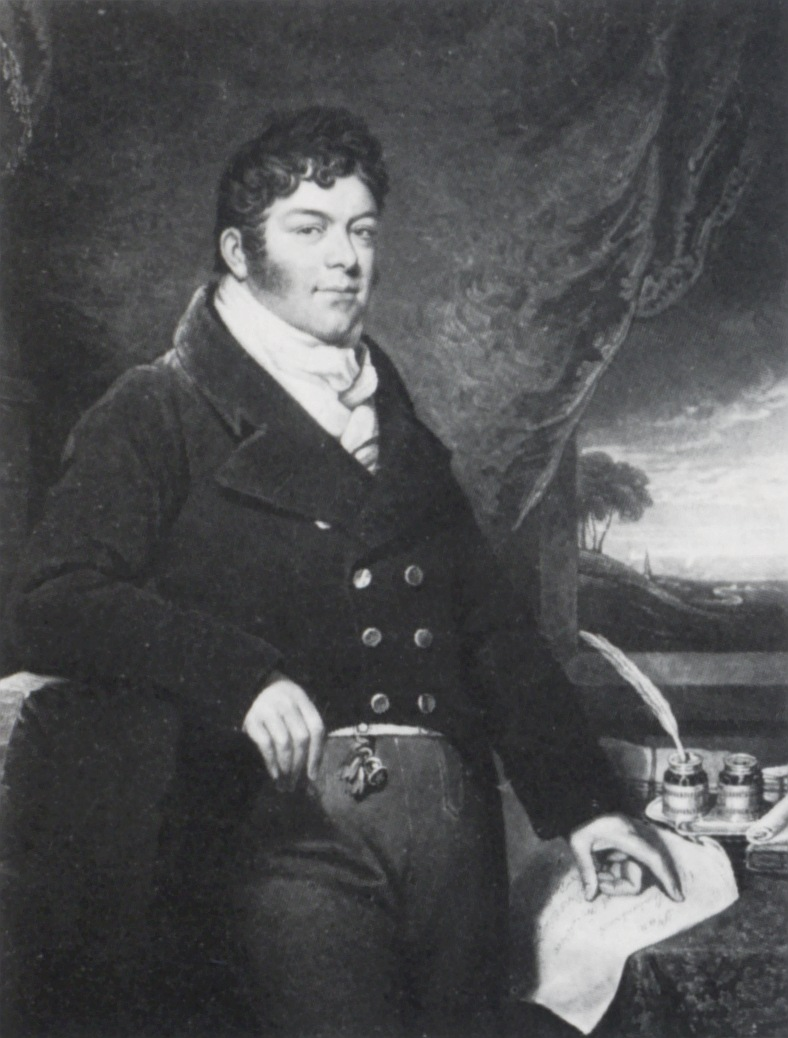
William Madocks

## Persönlichkeiten
- Thomas Edward Lawrence (1888–1935), bekannt als Lawrence von Arabien, britischer Archäologe und Schriftsteller
- William Alexander Madocks (1773–1828), Landbesitzer und Parlamentsmitglied